# Gustav Münzberger
Gustav Münzberger  (* 17. August 1903 in Weißkirchlitz, Böhmen; † 23. März 1977 in Garmisch-Partenkirchen) war ein deutscher Schreiner und Papierfabrikant. Er war SS-Unterscharführer und an der „Aktion T4“ sowie der „Aktion Reinhardt“ im Vernichtungslager Treblinka beteiligt.

## Leben
Münzberger, geboren in Weißkirchlitz im Königreich Böhmen, erlernte nach einer geordneten Schullaufbahn das Schreinerhandwerk und arbeitete bis 1923 als Schreiner in der Firma seines Vaters. Danach war er für einige Monate in der Papierfabrik in Weißkirchlitz beschäftigt und absolvierte anschließend eine Sanitätsausbildung für seinen Militärdienst, den er für 18 Monate in einem Eisenbahnregiment in Pardubice ableistete. Spätestens im Herbst 1925 kehrte er an seinen Arbeitsplatz bei der Papierfabrik in Weißkirchlitz zurück. Die Firma seines Vaters übernahm Münzberger 1931 und war dort bis zum August 1940 tätig. Im Jahr 1938 trat er der SS bei (SS-Nummer 321.758), am 1. Januar 1939 beantragte er die Aufnahme in die NSDAP und wurde rückwirkend zum 1. November 1938 aufgenommen (Mitgliedsnummer 6.603.037).

## Aktion T4 und Aktion Reinhardt
Ab August 1940 wurde er im Rahmen der Aktion T4 im Schloss Sonnenstein in Pirna eingesetzt, wo er zunächst als Schreiner und später als Koch tätig war. Im August 1942 erfolgte, mit 15 weiteren Angehörigen des Sonnensteiner Personals, seine Versetzung nach Lublin. Dort, möglicherweise im Zwangsarbeitslager Trawniki, erhielten die 16 Angehörigen des Sonnensteiner Personals unter der Leitung von Ernst Schemmel eine kurze militärische Ausbildung durch Polizeioffiziere. Münzberger, mittlerweile SS-Rottenführer, wurde Ende September 1942 in das Vernichtungslager Treblinka versetzt. Zunächst war er im Unteren Lager eingesetzt und war an der Abfertigung ankommender Judentransporte und deren Weiterleitung in die Gaskammer beteiligt. Später war er im Oberen Lager („Totenlager“) eingesetzt und trieb dort mittels Pistole und Peitsche die nackten Opfer in die Gaskammern, wobei er die Kinder nachwerfen ließ. Zudem oblag ihm auch die Beaufsichtigung des „Leichentransportkommandos“.  Er soll während dieser Tätigkeiten viel Alkohol konsumiert haben. Münzberger, am 21. Juni 1943 zum Unterscharführer befördert,  wurde wegen seiner Taten von Heinrich Himmler als einer der verdientesten Männer der „Aktion Reinhardt“ bezeichnet.  Während des Aufstandes in Treblinka hatte Münzberger Heimaturlaub und war daher nicht im Lager.

## Operationszone Adriatisches Küstenland
Nach Beendigung der „Aktion Reinhardt“ wurde Münzberger Ende November 1943, wie auch der Großteil des Personals der „Aktion Reinhardt“, zur Operationszone Adriatisches Küstenland nach Triest versetzt. Hier war er Angehöriger der „Sonderabteilung Einsatz R“, die der „Judenvernichtung“, der Konfiszierung jüdischen Vermögens und der Partisanenbekämpfung diente. Im Zuge des nahenden Kriegsendes zogen sich Ende April 1945 die Einheiten der „Sonderabteilung Einsatz R“ aus Norditalien zurück und Münzberger gelangte wieder nach Deutschland.

## Nach Kriegsende
Nach Kriegsende arbeitete Münzberger als Tischler in Unterammergau. Im Rahmen der Ermittlungen bezüglich der Verbrechen im Vernichtungslager Treblinka geriet Münzberger in das Visier der Ermittlungsbehörden und wurde am 13. Juli 1963 in Haft genommen. Der Treblinka-Prozess gegen zehn Angeklagte fand vom 12. Oktober 1964 bis zum 3. September 1965 vor dem Landgericht Düsseldorf statt. Der Verfahrensgegenstand umfasste die Vergasung von mindestens 700.000 überwiegend jüdischen Menschen sowie die tödliche Misshandlung, Erschießung, Erschlagung sowie Erhängung einzelner Häftlinge und zudem die Zerfleischung durch Barry, den Diensthund des Lagerkommandanten Kurt Franz. Im Prozess versuchte die Verteidigung, Münzbergers Taten zu rechtfertigen:
„Wenn er auf eine möglichst letzte Ausnutzung der Gaskammern bestanden habe, so sei das auch im Interesse der wartenden Juden gewesen; denn je schneller die Vergasungen erfolgt seien, umso kürzer seien die Leiden und Ängste der noch nicht vergasten Juden gewesen.“
Münzberger wurde wegen Beihilfe zum gemeinschaftlichen Mord beziehungsweise Beihilfe zum Mord zu 12 Jahren Zuchthaus verurteilt. Er verbüßte seine Haft in der Justizvollzugsanstalt Münster und am 3. September 1975 wurde aus der Haft bedingt entlassen.